# Мэресс, Вилли
Ви́лли Мэре́сс (фр. Willy Mairesse, 1 октября 1928, Моминьи — 2 сентября 1969, Остенде) — бельгийский автогонщик, двукратный победитель Targa Florio, пилот 24 часов Ле-Мана и Формулы-1.

## Карьера

### ДоФормулы-1
Первое крупное спортивное достижение Вилли Мэресса состоялось в 1956. Тогда на Mercedes 300SL Вилли выиграл ралли Льеж-Рим-Льеж. Главным соперником Мэресса был его соотечественник — Оливье Жандебьен, и между двумя бельгийцами развернулось длительное соперничество. В 1957 Вилли Мэресс попал во множество аварий в гонках спорт-каров, однако в 1958 вместе с Жаком Сватерсом стал вторым в гонке 12 часов Реймса на Ferrari Berlinetta.
В 1959 Мэресс и Жандебьен сошлись на трассе ещё раз, теперь — в автогонке Tour de France Automobile (англ.). Тогда Вилли опередил Оливье на некоторых спецучастках, но выиграть гонку не смог.

### Формула-1:Scuderia Ferrari
Команда Scuderia Ferrari заинтересовалась Вилли Мэрессом, и в 1960 ему была предоставлена возможность участвовать в Targa Florio, где он стал четвёртым. Тогда же начались и выступления Мэресса в Формуле-1. На Гран-при Италии 1960 года бельгиец стал третьим. Кроме того, Вилли одержал первую победу в Tour de France Automobile.
В 1961 Вилли Мэресс одержал несколько побед в Gran Turismo, стал вторым в Ле-Мане вместе с Майком Парксом. В Формуле-1, однако, он успехов не добился. После аварии Мэресса на Гран-при Германии встал вопрос о продолжении карьеры бельгийца, но победа в Tour de France Automobile обеспечили Вилли место тест-пилота — из Scuderia Ferrari ушёл Ричи Гинтер.
1962 сезон начался для Вилли Мэресса отлично: он выиграл Гран-при Брюсселя и Неаполя, а затем — Targa Florio. Эту гонку Мэресс выиграл вместе с давним соперником — Оливье Жандебьеном. Но уже на Гран-при Бельгии Вилли попал в аварию и получил ожоги, из-за которых пропустил три последующие гонки. В итальянском Гран-при Мэресс стал четвёртым.
В 1963 Мэресс продолжил выступать за Ferrari и стал в Targa Florio вторым, но после инцидента[какого?] на Гран-при Германии был уволен из команды.

### Последующие выступления
Вилли присоединился к Equipe National Belge, за которую в 1964 выиграл Гран-при Анголы, в 1965 — 500 километров Спа. В 1966 Мэресс стал вместе с Гербертом Мюллером победителем Targa Florio уже во второй раз.
В 1968, участвуя в 24 часах Ле-Мана на Ford GT40, Вилли Мэресс попал в аварию и был травмирован. Полностью восстановиться ему не удалось, и в 1969 Мэресс, оставшийся без шансов вернуться в гонки, покончил жизнь самоубийством.

## Полная таблица результатов

### Формула-1
| Легенда к таблице |                                                                    |
| --- | ------------------------------------------------------------------ |
| В таблице перечислены результаты всех Гран-при Формулы-1, в которых принимал участие гонщик. Строками таблицы являются сезоны, столбцами — этапы чемпионата мира. В каждой клетке указаны сокращённое название этапа и результат, дополнительно обозначенный цветом. Расшифровка обозначений и цветов представлена в нижеследующей таблице. |                                                                    |
| \| Пример \| Описание \| \| ------------ \| ------------------------------------------------------------------ \| \| 1 \| Победитель \| \| 2 \| Второе место \| \| 3 \| Третье место \| \| 5 \| Финишировал, заработав очки \| \| Сход \| Не финишировал, но при этом заработал очки \| \| 12 \| Финишировал, не получив очков \| \| НКЛ \| Финишировал, но не попал в финальную классификацию \| \| 15 \| Участвовал вне зачёта, либо по отдельной классификации \| \| 18 \| Не финишировал, но попал в финальную классификацию \| \| Сход \| Не финишировал \| \| НКВ \| Не прошёл квалификацию \| \| НПКВ \| Не прошёл предквалификацию \| \| ДСК \| Дисквалифицирован \| \| ИСК \| Исключён из протокола соревнований \| \| ТТ \| Заявлен для участия только в тренировках \| \| НС \| Участвовал в квалификации, но не стартовал в гонке \| \| Т \| Травмирован или болен \| \| ОТК \| Отказ от участия \| \| НТР \| Прибыл на соревнования, но на трассу не выезжал \| \| НПР \| Был заявлен в числе участников, но не прибыл к началу соревнований \| \| О \| Соревнования отменены \| \| \| Не участвовал \| \| Поул-позиция \| \| \| Быстрый круг \| \| |                                                                    |
| Пример | Описание                                                           |
| 1 | Победитель                                                         |
| 2 | Второе место                                                       |
| 3 | Третье место                                                       |
| 5 | Финишировал, заработав очки                                        |
| Сход | Не финишировал, но при этом заработал очки                         |
| 12 | Финишировал, не получив очков                                      |
| НКЛ | Финишировал, но не попал в финальную классификацию                 |
| 15 | Участвовал вне зачёта, либо по отдельной классификации             |
| 18 | Не финишировал, но попал в финальную классификацию                 |
| Сход | Не финишировал                                                     |
| НКВ | Не прошёл квалификацию                                             |
| НПКВ | Не прошёл предквалификацию                                         |
| ДСК | Дисквалифицирован                                                  |
| ИСК | Исключён из протокола соревнований                                 |
| ТТ | Заявлен для участия только в тренировках                           |
| НС | Участвовал в квалификации, но не стартовал в гонке                 |
| Т | Травмирован или болен                                              |
| ОТК | Отказ от участия                                                   |
| НТР | Прибыл на соревнования, но на трассу не выезжал                    |
| НПР | Был заявлен в числе участников, но не прибыл к началу соревнований |
| О | Соревнования отменены                                              |
| | Не участвовал                                                      |
| Поул-позиция |                                                                    |
| Быстрый круг |                                                                    |

| Год  | Команда (команды)      | Шасси          | 1        | 2        | 3        | 4        | 5        | 6        | 7     | 8   | 9     | 10  | Место | Очки |
| ---- | ---------------------- | -------------- | -------- | -------- | -------- | -------- | -------- | -------- | ----- | --- | ----- | --- | ----- | ---- |
| 1960 | Scuderia Ferrari       | Ferrari 256    | АРГ      | МОН      | 500      | НИД      | БЕЛ Сход | ФРА Сход | ВЕЛ   | ПОР | ИТА 3 | США | 15    | 4    |
| 1961 | Equipe Nationale Belge | Lotus 18       | МОН      | НИД      | БЕЛ Сход |          |          |          |       |     |       |     | —     | 0    |
| 1961 | Team Lotus             | Lotus 21       |          |          |          | ФРА Сход | ВЕЛ      |          |       |     |       |     | —     | 0    |
| 1961 | Scuderia Ferrari       | Ferrari 156 F1 |          |          |          |          |          | ГЕР Сход | ИТА   | США |       |     | —     | 0    |
| 1962 | Scuderia Ferrari       | Ferrari 156 F1 | НИД      | МОН 7    | БЕЛ Т    | ФРА      | ВЕЛ      | ГЕР      | ИТА 4 | США | ЮАР   |     | 14    | 3    |
| 1963 | Scuderia Ferrari       | Ferrari 156 F1 | МОН Сход | БЕЛ Сход | НИД      | ФРА      | ВЕЛ      | ГЕР Сход | ИТА   | США | МЕК   | ЮАР | —     | 0    |

### 24 часа Ле-Мана
| Год  | Команда                | Машина              | Группа | Результат |
| ---- | ---------------------- | ------------------- | ------ | --------- |
| 1958 | Ecurie Francorchamps   | Ferrari 250 TR      | S 3000 | Сход      |
| 1960 | Scuderia Ferrari       | Ferrari 250 TR 60   | S 3.0  | Сход      |
| 1961 | Scuderia Ferrari       | Ferrari 250 TRI/61  | S 3.0  | 2         |
| 1962 | Scuderia Ferrari       | Ferrari Dino 268 SP | E      | НС        |
| 1963 | Scuderia Ferrari       | Ferrari 250 P       | P      | Сход      |
| 1965 | Ecurie Francorchamps   | Ferrari 275 GTB     | GT     | 3         |
| 1966 | Scuderia Filipinetti   | Ferrari 365         | P      | Сход      |
| 1967 | Equipe Nationale Belge | Ferrari 330 P4      | P 5000 | 3         |
| 1968 | Claude Dubois          | Ford GT40           | S 5000 | Сход      |

### Targa Florio
| Год  | Команда              | Машина              | Группа  | Результат |
| ---- | -------------------- | ------------------- | ------- | --------- |
| 1960 | Scuderia Ferrari     | Ferrari Dino 246 S  | S 2000  | 4         |
| 1961 | Scuderia Ferrari     | Ferrari 250 TR61    | SC 3000 | НС        |
| 1962 | Scuderia Ferrari     | Ferrari Dino 246 SP | S 3000  | 1         |
| 1963 | Scuderia Ferrari     | Ferrari Dino 196 SP | S 2000  | 2         |
| 1966 | Scuderia Filipinetti | Porsche 906         | S       | 1         |